# Kecamatan Lakudo
Kecamatan Lakudo är ett distrikt i Indonesien.   Det ligger i provinsen Sulawesi Tenggara, i den centrala delen av landet, 1 700 km öster om huvudstaden Jakarta. Kecamatan Lakudo ligger på ön Pulau Muna.